# Municipio de Greenfield (condado de Traill)
El municipio de Greenfield (en inglés: Greenfield Township) es un municipio ubicado en el condado de Traill en el estado estadounidense de Dakota del Norte. En el año 2010 tenía una población de 72 habitantes y una densidad poblacional de 0,79 personas por km².

## Geografía
El municipio de Greenfield se encuentra ubicado en las coordenadas 47°16′53″N 97°15′39″O / 47.28139, -97.26083. Según la Oficina del Censo de los Estados Unidos, el municipio tiene una superficie total de 91.54 km², de la cual 91,53 km² corresponden a tierra firme y (0 %) 0 km² es agua.

## Demografía
Según el censo de 2010, había 72 personas residiendo en el municipio de Greenfield. La densidad de población era de 0,79 hab./km². De los 72 habitantes, el municipio de Greenfield estaba compuesto por el 100 % blancos. Del total de la población el 0 % eran hispanos o latinos de cualquier raza.